# 阿什莫尔和卡捷群岛
亞什摩及卡地爾群島（英語：Ashmore and Cartier Islands）是澳大利亚的外島領地，位於澳大利亚大陆和印度尼西亞之間。无人口居住，陆地總面积約114,400平方米。

## 歷史
據澳大利亞文獻記載，卡地亞群島於1800年由納什船長發現，並以他的船卡地亞為群島命名。阿什莫爾島由塞繆爾·阿什莫爾船長於 1811 年從他的海伯尼亞號船上發現，並以他的名字命名。阿什莫爾島與卡地亞群島分別於 1878 年和 1909 年被併入英國領土。
其後，英國政府偶爾會頒發在這些島嶼上捕魚或提取鳥糞的許可證。在 1920 年代，這些島嶼被用作針對西澳大利亞採珠業的偷獵者的基地。由於對群島缺乏有效的監管，導致澳大利亞遊說英國將群島的控制權轉移。
1931 年 7 月 23 日的一份英國議會令指出，當澳大利亞通過立法接受它們時，亞什摩及卡地爾群島將置於澳大利亞聯邦的管轄之下，並在兩年後開始正式管理。1934 年 5 月 10 日，英聯邦由此產生的亞什摩及卡地爾群島接受法案於 1933開始實施，當時這些島嶼正式成為澳大利亞領土。該法案授權西澳州總督為該領土製定法令。1938 年 7 月，該領土併入北領地，然後也由英聯邦管理，英聯邦的法律、條例和規章適用於北領地。